# Jacek Odrowąż

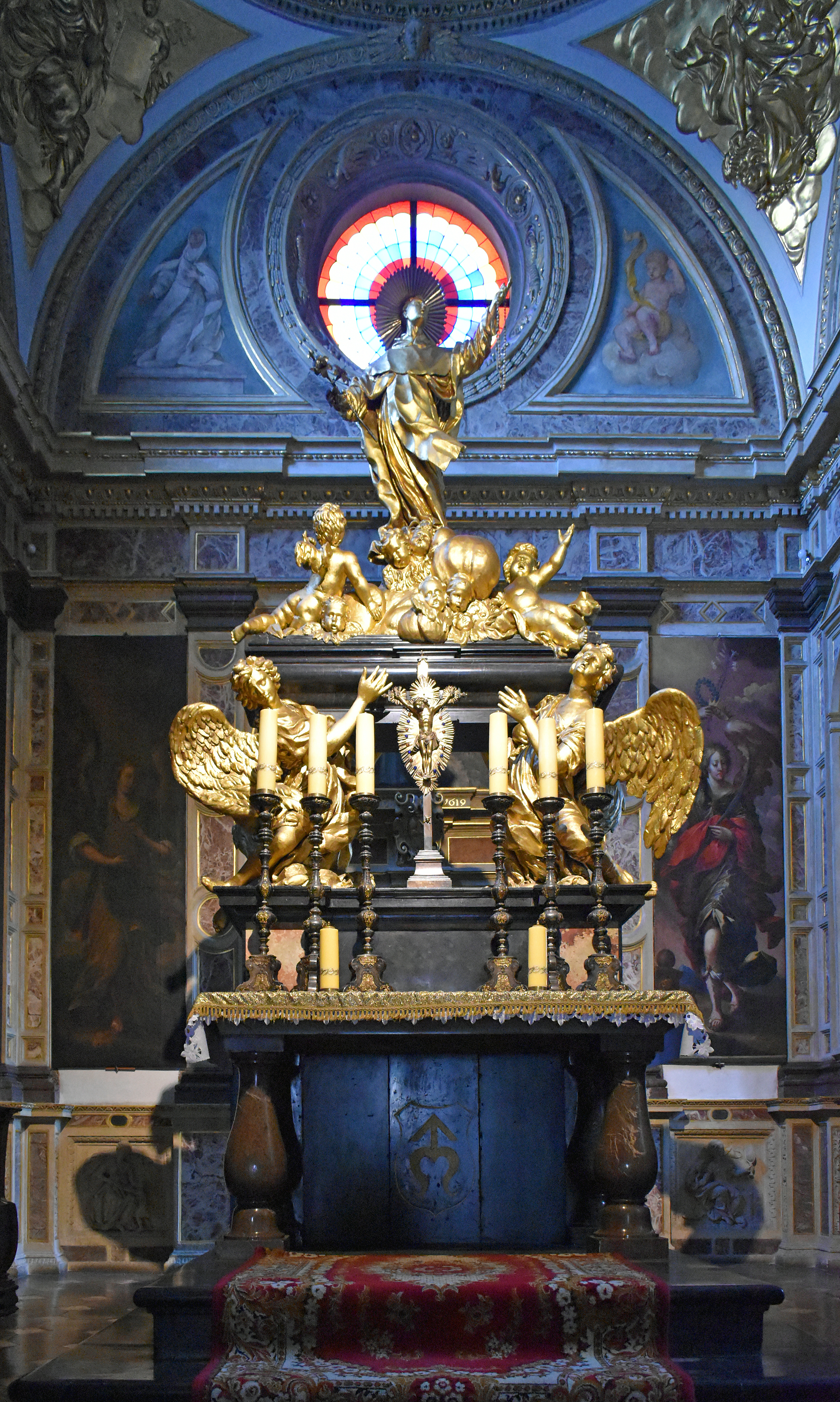
Kaplica św. Jacka w krakowskim kościele dominikanów i konfesja świętego

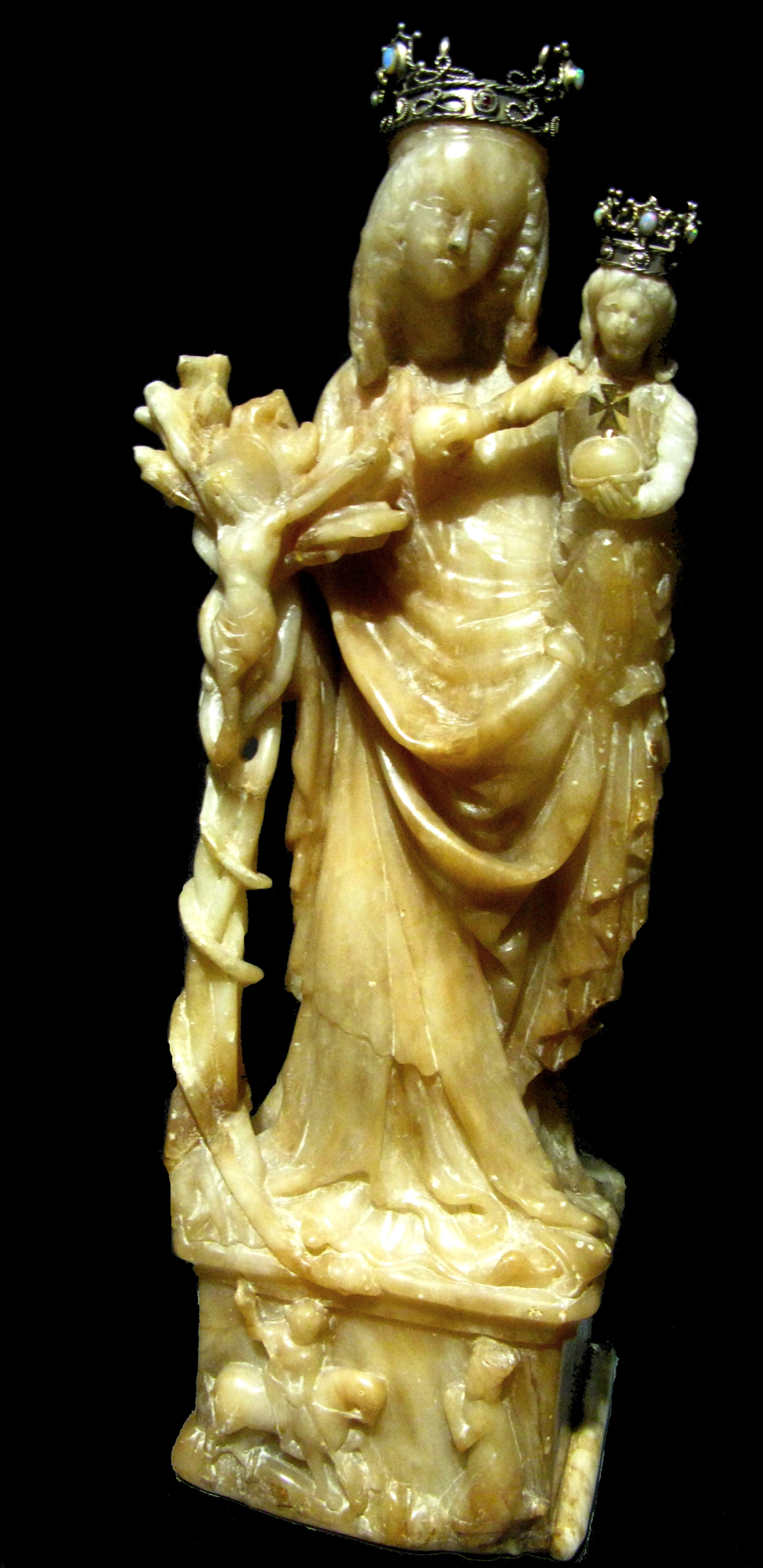
Matka Boża Jackowa; wedle legendy posąg przedstawiający Madonnę miał uratować św. Jacek w czasie najazdu tatarskiego w 1240 roku, przenosząc go z oblężonego Kijowa do Halicza

Jacek Odrowąż (herbu Odrowąż, ur. 1183 w Kamieniu Śląskim, zm. 15 sierpnia 1257 w Krakowie) – polski duchowny katolicki, dominikanin, misjonarz, kaznodzieja, święty Kościoła katolickiego oraz historyczny patron Polski. Był pierwszym Polakiem, który wstąpił do nowo utworzonego Zakonu Kaznodziejskiego. Święty Jacek Odrowąż i jego towarzysze byli pierwszymi dominikanami w Polsce. Ewangelizował ludność Karyntii, Moraw, Czech, Polski, Rusi i Prus, dlatego nazywany był Apostołem Słowian, Apostołem Ludów Słowiańskich, Apostołem Północy, Światłem Północy lub Światłem ze Śląska.
Wywodził się z możnej rodziny o tradycjach chrześcijańskich. Przyjął habit dominikański w Rzymie od założyciela zakonu, św. Dominika. Wracając do Polski, wspólnie z towarzyszami założył klasztory we Friesach, Pradze, Wrocławiu i Kamieniu. Osiadłszy w Krakowie, zorganizował klasztor w kościele św. Trójcy, a następnie udał się na Pomorze i założył placówkę w Gdańsku. W 1228 roku podążył na Ruś i spędził tam około pięciu lat. Z Rusi ponownie udał się na Pomorze, aby nawracać Prusów. Ostatnie lata życia spędził w Krakowie.
Prowadził życie aktywne, wielokrotnie zmieniał miejsce pobytu; kilkukrotnie przemierzył Polskę pieszo. Już za życia otoczyła go sława cudotwórcy. Żywił głęboki kult Matki Bożej. Walnie przyczynił się do ustanowienia Zakonu Kaznodziejskiego w Polsce i podniesienia poziomu życia religijnego ludności polskiej. Został ogłoszony świętym przez papieża Klemensa VIII w 1594 roku. Był siódmym dominikaninem i piątym Polakiem uznanym za świętego. 

## Źródła
Jacek Odrowąż wzmiankowany jest trzykrotnie w dokumentach, które powstały za jego życia (w latach 1236–1238) i przetrwały do czasów współczesnych. Są to akty prawne nie dotyczące ani jego osobiście, ani zakonu dominikańskiego. Podstawowym źródłem wiedzy o Jacku Odrowążu jest dzieło pt. De vita miraculis sancti Jacchonis, z połowy XIV wieku napisane przez lektora Stanisława z klasztoru św. Trójcy w Krakowie. Praca ta stanowi raczej wykaz i opis dokonanych przezeń cudów, niż biografię we współczesnym rozumieniu, bowiem na 52 krótkie rozdziały jedynie trzy dotyczą życia św. Jacka. Została ona napisana na bazie protokołu pt. Liber miraculorum, stworzonego na potrzeby przyszłej kanonizacji w 11 lat po śmierci świętego, częściowo dzięki relacjom jego towarzyszy, a częściowo dzięki przekazom osób współczesnych autorowi. Praca lektora Stanisława służyła również jako księga liturgiczna do publicznego odczytywania w klasztorze, co wskazuje, iż musiała być zatwierdzona przez władze zakonne. Książka, pisana dla „zbudowania ludu” i podkreślenia mocy cudotwórczej świętego, zawiera jednak liczne błędy chronologiczne, np. dotyczące roku jego wstąpienia do zakonu. Niemniej praca lektora Stanisława jest oceniana jako wiarygodna i stanowi podstawę dla późniejszych opracowań biograficznych oraz bulli kanonizacyjnej.
Nieznane z pracy lektora Stanisława wiadomości, prawdopodobnie dzięki znajomości nie zachowanych do dzisiaj dokumentów i dostępowi do archiwów dominikańskich, przekazał Jan Długosz w swej Liber beneficiorum dioecesis Cracoviensis. Pierwszym polskojęzycznym opracowaniem na temat św. Jacka są Żywoty świętych Piotra Skargi. Dalszym źródłem dotyczącym osoby Jacka Odrowąża jest życiorys napisany przez dominikanina Seweryna z Lubomla, który opiera się na wszystkich dostępnych w XVI wieku źródłach. Życiorys ten, napisany po łacinie i opublikowany w 1594 roku, został przetłumaczony na język polski przez przeora konwentu krakowskiego, o. Antoniego Grodzickiego. Zawiera wiele informacji dotyczących procesu kanonizacyjnego. Napisana na początku XVII wieku praca o. Abrahama Bzowskiego jest uznawana za w znacznym stopniu zniekształconą, a tym samym niewiarygodną. Źródłem informacji o św. Jacku są także zapisy kronikarskie sprzed XV wieku oraz liczne dokumenty dominikańskie, takie jak np. konstytucje, akta kapituł generalnych, kroniki itd.

## Tło historyczne
Jacek Odrowąż żył w okresie rozbicia dzielnicowego, mającego miejsce w Polsce w latach 1138–1320, a polegającego na podzieleniu jednolitej monarchii średniowiecznej na wiele zwalczających się księstw dzielnicowych. Zdaniem Marii Boguckiej, władza zwierzchnia księcia senioralnego przestała funkcjonować już za Kazimierza Sprawiedliwego (1177–1194). Szczyt rozbicia dzielnicowego przypada na rok 1243. W  okresie rozbicia zaszły zmiany w sposobie funkcjonowania państwa: gospodarka naturalna przekształciła się w rynkową, a zwyczaje z czasów plemiennych zanikły. Polski ustrój polityczno-społeczno-gospodarczy upodabniał się do ustrojów krajów zachodnioeuropejskich. W dziedzinie uzyskiwania dochodów państwowych rozkładał się system prawa książęcego i dokonywało się przejście od rozmaitych ciężarów prawa książęcego (powołowe, poradlne, podymne itp.) do czynszu pieniężnego uzupełnianego różnymi daninami i robociznami. Chłopi byli uwalniani od zależności od księcia i zaczynali płacić czynsze na rzecz możnych i rycerstwa.
Przez całe życie Jacka Odrowąża trwały walki dynastyczne Piastów o panowanie nad Krakowem. W Bitwie nad Mozgawą Leszek Biały pokonał Mieszka Starego, Mieszka Plątonogiego i Jarosława, syna Bolesława Wysokiego. Do 1202 roku w Krakowie rządził Mieszko Stary, w latach 1201–1211 – Władysław III Laskonogi, a Leszek Biały objął tron dopiero w 1211. Po zamordowaniu Leszka pod Gąsawą przez Władysława Odonica i Świętopełka pomorskiego walki rozgorzały na nowo, o panowanie walczyli Laskonogi, Henryk Brodaty i Konrad Mazowiecki.
Głównymi ośrodkami życia społecznego były wówczas grody książęce. Z początkiem XIII wieku zaczęto organizować miasta na tzw. prawie magdeburskim. Miasta szybko się rozwijały, w szczególności Wrocław i Kraków. Do Polski napływali szybko asymilujący się osadnicy z Europy Zachodniej – w szczególności z Niemiec – o                                              wyższych umiejętnościach w rolnictwie i rzemiośle. 
Lokacja miast na prawie magdeburskim przyśpieszała                                                 rozwój społeczeństwa feudalnego. Władza książęca słabła na rzecz feudałów, możnowładztwa i Kościoła; rosły wpływy Stolicy Apostolskiej. Możne rodziny zaczynały pełnić coraz większą rolę polityczną dzięki rosnącym majątkom opartym na własności ziemskiej, gromadzonej dzięki nadaniom królewskim i przekształcaniu beneficjów we własność dziedziczną. Zwiększało się znaczenie wieców dzielnicowych i międzydzielnicowych, w których brali udział przede wszystkim możni. Rosnąca siła możnowładców była czynnikiem przeciwdziałającym tendencjom zjednoczeniowym. Kształtował się stan rycerski, duchowny i mieszczański.
Następowało uwalnianie się Kościoła w Polsce spod władzy książąt, co          powodowało m.in. że nie mogli oni obsadzać samodzielnie biskupstw. Na synodzie łęczyckim w 1180 roku Kazimierz Sprawiedliwy zrzekł się prawa do przejmowania majętności biskupa po jego śmierci. Rozwijała się organizacja kościelna i zwiększała się liczebność duchownych rodzimych. Pojawiły się w Polsce, przynosząc ze sobą nowe prądy i idee, zakony (norbertanie, cystersi, franciszkanie, dominikanie) oraz kult rodzimych świętych (Jadwigi Śląskiej, biskupa Stanisława Szczepanowskiego).
Rozbicie feudalne przyczyniło się do osłabienia pozycji Polski                                             na arenie międzynarodowej. Usamodzielniło się Pomorze wschodnie. Pomorze zachodnie zostało w 1181 roku zhołdowane przez Fryderyka Rudobrodego. Polska i Ruś z jednej strony dokonywały na siebie okazyjnych najazdów łupieskich, a z drugiej – Piastowie i Rurykowicze często zawierali między sobą małżeństwa dynastyczne. W 1205 roku Leszek Biały w Bitwie pod Zawichostem pokonał Rusinów, którzy wkroczyli na ziemię sandomierską. Zakon krzyżacki, powstały w 1191 roku i sprowadzony na ziemie polskie w 1226 przez Konrada Mazowieckiego szybko stawał się jednym z najsilniejszych i najagresywniejszych państw w Europie i popadł w konflikt polityczny z Polską. W latach 1230–1283 Zakon podbił Prusy. W 1241 roku mongolscy wojownicy,  nazwani Tatarami, najechali ziemie polskie odnosząc zwycięstwo w bitwie pod Legnicą, w której poległ Henryk Pobożny. Ze względu na śmierć chana mongolskiego najeźdźcy wycofali się z Europy. Wojsko, opierające się na drużynie książęcej i rycerstwie, nie zmieniło się wiele.
Rozpowszechniła się trójpolówka, w użycie weszła brona i pług. Zwiększył się obszar pól uprawnych oraz efektywność rolnictwa, plony zaczęły osiągać liczbę trzech ziaren z jednego zasianego. Za rozwojem rolnictwa szedł rozwój osadnictwa, do którego właściciele ziemscy zachęcali ulgami i wolniznami. Rozwijało się także kupiectwo, handlowano solą, suknem, wyrobami żelaznymi i tekstylnymi, futrami, bydłem, miodem, narzędziami itd.
Od początków XIII wieku przychodząca z Francji architektura gotycka wypierała romańską. Zwiększała się liczba rękopiśmiennych książek, w szkołach parafialnych uczono trivium i quadrivium, czyli siedmiu sztuk wyzwolonych. W Polsce nie było uniwersytetu, więc studiowano w Paryżu bądź we Włoszech; w nauce wyróżnili się tacy Polacy jak Marcin z Opawy, Mikołaj Polak, Wincenty Kadłubek czy Witelon.
Zdaniem o. Jacka Woronieckiego, biografa Jacka Odrowąża i badacza dziejów zakonu dominikańskiego, ożywienie życia religijnego w XIII wieku w Polsce spowodowało, iż naród polski stał się zdolny do „samodzielnego życia chrześcijańskiego”. Rosło poczucie tożsamości narodowej oraz poczucie przynależności państwowej.

## Życie
Jacek Odrowąż urodził się w Kamieniu na Górnym Śląsku około 1183 roku. Wywodził się ze śląskiej linii Odrowążów, możnego rodu o pochodzeniu morawsko-śląskim pieczętującego się herbem Odrowąż. Członkowie rodziny Odrowążów byli ludźmi energicznymi, przedsiębiorczymi i zaradnymi. Iwo Odrowąż, biskup krakowski i kanclerz na dworze Leszka Białego, był jego wujem. Jego krewnymi byli także późniejszy biskup krakowski Jan Prandota, błogosławiony Czesław Odrowąż oraz błogosławiona Bronisława. Jacek Odrowąż pobierał nauki w krakowskiej szkole katedralnej pod okiem Wincentego Kadłubka. Po ukończeniu szkoły otrzymał święcenia i został kanonikiem katedry krakowskiej, co stało się przed rokiem 1219. Możliwe, że Jacek towarzyszył Iwonowi w trakcie podróży do Rzymu na przełomie lat 1216/17. Przypuszczalnie w 1217 roku wstąpił na uniwersytet w Bolonii. Około 1220 roku, będąc w Rzymie, przystąpił do nowo powstałego Zakonu Kaznodziejskiego, pod wpływem cudu dokonanego przez św. Dominika. Iwo Odrowąż poprosił św. Dominika o wysłanie kilku zakonników do Polski, natomiast hiszpański święty wyraził życzenie, aby do Zakonu wstąpiło kilku Polaków – jednym z nich był Jacek Odrowąż.
Po odbyciu nowicjatu, ceremonii obłóczyn i złożeniu ślubów zakonnych wczesną wiosną 1221 roku św. Jacek wraz z towarzyszami wyruszył w drogę do Polski, po drodze rozpoczynając pracę misyjną. Szli z Rzymu przez Bolonię, Padwę, Treviso i dalej przez Austrię, Czechy i Morawy. W Bolonii wzięli udział w pierwszej kapitule generalnej zakonu odbywającej się w 1220 roku, a możliwe, że i w drugiej, w 1221 roku. Wedle tradycji Jacek założył klasztor we Friesach i przebywał tam około 6 miesięcy. Dalej założył klasztory dominikańskie w Znojmie, Igławie, Ołomuńcu, Pradze (gdzie pozostawił brata Hieronima jako przeora), Wrocławiu (gdzie przełożonym został Czesław) i Kamieniu. Zapoznawali ludność z nowym zakonem, starali się o powołania i fundatorów. Dominikanie przybyli do Krakowa w dniu 1 listopada 1221 roku. Biskup Iwo Odrowąż przekazał im drewniany kościół św. Trójcy w Krakowie, a dominikanie objęli go i zamieszkali w nim 3 marca 1222 roku, po wyremontowaniu budynku. Konsekracji dokonał zimą 1223 roku biskup Iwo w obecności legata papieskiego, kardynała Gregorio Crescenziego. Jacek Odrowąż został przełożonym polskich dominikanów, zorganizował działanie klasztoru, zaciągał nowe powołania i wraz z resztą zakonników rozpoczął pracę kaznodziejską w Krakowie i okolicy. Polska prowincja dominikanów, ustanowiona na kapitule generalnej zakonu w maju 1228 roku, szybko się rozwijała.
W 1225 roku na dominikańskiej kapitule generalnej w Bolonii postanowiono rozesłać grupy zakonników do Pragi, Wrocławia, Kamienia, Gdańska, Sandomierza i Płocka; Jacek podążył na Mazowsze, a następnie do Gdańska. Książę pomorski Świętopełk, za radą biskupa włocławskiego Michała, na początku 1227 roku podarował dominikanom kościół św. Marcina. Po założeniu placówki Jacek powrócił do Krakowa. Jesienią 1227 lub zimą 1228 roku, na kapitule polskich dominikanów Jacek Odrowąż, obok prowincjała Gerarda z Wrocławia i brata Marcina z Sandomierza, został wybrany delegatem z Polski na kapitułę generalną, która odbywała się w maju 1228 roku w Paryżu. Na kapitule, na której powołano polską prowincję dominikanów, Jacek pełnił funkcję definitora.
Po powrocie z Paryża, jesienią 1228 roku Jacek Odrowąż udał się wraz z towarzyszami na Ruś, w kierunku Kijowa. Podróżowali szlakami handlowymi, na których istniały duże skupiska ludzkie, ośrodki miejskie, dwory książęce. Przypuszczalnie zajęli założony w 1159 roku przez benedyktynów z Wiednia klasztor pod wezwaniem Najświętszej Marii Panny w Kijowie. Oprócz pracy duszpasterskiej na rzecz ludności katolickiej dominikanie starali się pozyskiwać wyznawców wśród prawosławnych. Otrzymali od papieża szerokie pełnomocnictwa, a także polecenie zwalczania „dzikiego” duszpasterstwa duchownych łacińskich. Jest możliwe, iż na polecenie papieża Grzegorza IX w 1232 roku Jacek Odrowąż badał możliwość ustanowienia na Rusi biskupa łacińskiego. Po pewnym czasie Jacek wyruszył na Zadnieprze do Czernichowa, na Białoruś do Smoleńska, mógł być nawet w Moskwie. Na Rusi Jacek mógł przebywać aż do 1232 lub 1233 roku, choć nie było go już tam, gdy dominikanie zostali wysiedleni z Kijowa wskutek zatargu księcia kijowskiego Włodzimierza Rurykowicza z księciem Michałem z Czernihowa.
Na kapitule prowincjonalnej w 1232 roku postanowiono, aby Jacek Odrowąż udał się do Prus. Przybywszy na Pomorze, po uwięzieniu biskupa Christiana przez Sambów i nawiązaniu stałej współpracy z zakonem krzyżackim został kierownikiem akcji misyjnej w Prusach. Nawracał Prusów i duszpasterzował rycerzom przybyłym na krucjatę. Praca musiała przebiegać z sukcesem, gdyż w 1236 roku papież polecił legatowi Wilhelmowi z Modeny podzielić Prusy na cztery diecezje i wybrać biskupów wśród zakonników dominikańskich. W 1236 roku Jacek Odrowąż udał się na kapitułę generalną zakonu, zwołaną przez bł. Jordana na 18 maja w Paryżu. W piątej dekadzie XIII wieku wybuchła wieloletnia wojna między Prusami wspieranymi przez księcia Świętopełka a Krzyżakami i koalicją polskich książąt, wskutek czego działalność misyjna została w 1242 roku zupełnie wygaszona. W trakcie działań wojennych zniszczony został klasztor św. Dominika w Płocku. Wówczas Jacek wrócił do Krakowa i tamże spędził ostatnie lata życia, nadal ewangelizując, głosząc kazania i spowiadając. Brał udział w corocznych kapitułach prowincjonalnych. Przypuszczalnie był kaznodzieją generalnym i przyczynił się do kanonizacji św. Stanisława Szczepanowskiego. Zmarł 15 sierpnia 1257 roku. Msza pogrzebowa, celebrowana przez biskupa Jana Prandotę, odbyła się w kościele św. Trójcy w Krakowie.

## Duchowość
Jacek Odrowąż wzór modlitwy tudzież umartwienia widział w św. Dominiku i podobnie jak on oddawał głęboką cześć Matce Bożej. Oprócz tego żywił kult eucharystyczny i kładł nacisk na indywidualną spowiedź. Oddany przede wszystkim pracy misyjnej, mniej czasu niż współbracia poświęcał na studia i pracę naukową, a więcej na obcowanie z ludźmi. Wstąpił do zakonu około 37. roku życia, a zaprzestał działalności apostolskiej około 1243 roku, mając mniej więcej 60 lat. Dobrowolnie podejmował praktyki ascetyczne: spędzał całe noce na modlitwie, biczował się rzemienną dyscypliną do krwi, pościł o chlebie i wodzie we wszystkie piątki, w wigilie świąt Matki Bożej i apostołów. Był wybitnym kaznodzieją.

## Kult
W XVII wieku kult św. Jacka był silny we Francji – w szczególności w Tuluzie, Paryżu i Chartres – oraz w Rzymie. Polski święty był postrzegany jako jeden z najważniejszych europejskich misjonarzy. Do św. Jacka zwracała się św. Małgorzata Maria Alacoque podczas trudności z pełnieniem swojego powołania. Kult świętego jest obecny do dziś w Ameryce Południowej; znajdują się na jej ziemiach kościoły pod wezwaniem polskiego świętego. Imię św. Jacka nosili hiszpański błogosławiony Jacek Orfanel oraz japoński błogosławiony Józef od św. Jacka, którzy zginęli w 1622 roku w Nagasaki. W 1766 roku papież Klemens XII zatwierdził istniejące w należącym do dominikanów krakowskim kościele św. Trójcy bractwo pod patronatem św. Jacka. Bractwo, zmodernizowane w drugiej połowie XIX wieku, przyczyniło się do ożywienia czci wobec polskich świętych w okresie niewoli narodowej. W Chicago stoi bazylika Świętego Jacka.

### Proces kanonizacyjny

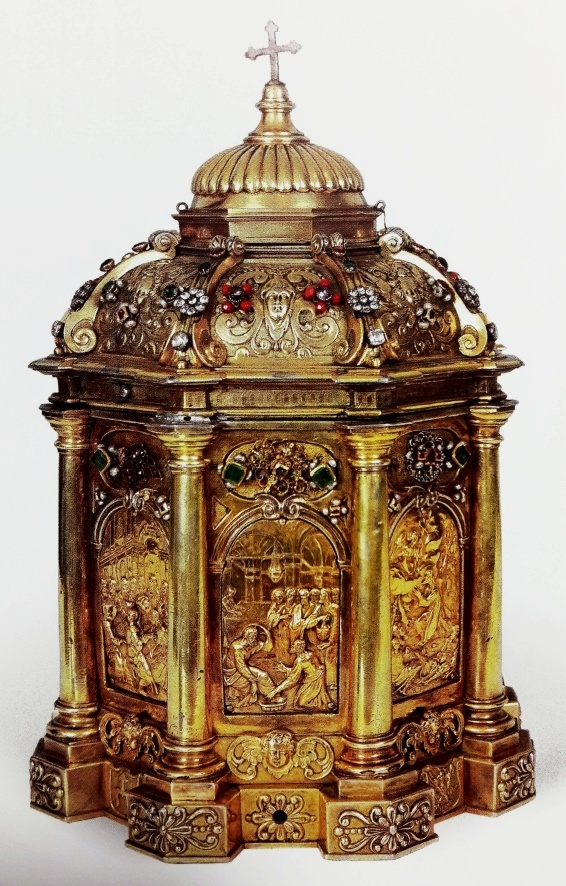
Relikwiarz św. Jacka wykonany przez króla Zygmunta III Wazę około 1611 roku i przechowywany w kościele św. Trójcy w Krakowie

Kult św. Jacka rozpoczął się w XIII wieku. W dniu jego śmierci błogosławiona Bronisława oraz biskup Jan Prandota mieli mieć wizje, w których widzieli Jacka Odrowąża wstępującego do nieba w asyście Matki Bożej. Wkrótce po pogrzebie wierni zaczęli pielgrzymować do jego grobu. W 1266 roku powstało w Krakowie „biuro cudów”, zajmujące się spisywaniem relacji o łaskach otrzymywanych za wstawiennictwem świętego. Cuda zapisywano w tzw. Liber miraculorum na potrzeby przyszłej kanonizacji; składają się na nią również relacje osób, które znały świętego osobiście. Wielokrotnie w ciągu wieków podejmowano wysiłki o kanonizację Jacka Odrowąża, ale na przeszkodzie za każdym razem stawała albo wojna, albo zaraza, albo śmierć króla lub papieża. Pierwsza próba, podjęta prawdopodobnie przez lektora Bogusława (subprzeora klasztoru św. Trójcy w Krakowie), nastąpiła w 1289 roku, kiedy zanotowano aż 7 cudów za wstawiennictwem świętego. Druga próba prawdopodobnie nastąpiła w połowie XIV wieku, ale kanonizacja była niemożliwa z powodu szalejącej wówczas dżumy.
Z Kroniki generałów zakonu Hieronima Borsellego wiadomo, iż na kapitule generalnej zakonu 1494 roku w Ferrarze omawiana była kwesta kanonizacji Jacka Odrowąża. W 1497 roku kardynał Fryderyk Jagiellończyk zabiegał o nią listownie u papieża Aleksandra VI. 20 października 1518 roku król Zygmunt Stary na prośbę prymasa Jana Łaskiego oraz prowincjała polskiego Ludolfa wystosował list postulacyjny z prośbą o kanonizację Jacka Odrowąża. Papież Leon X wyznaczył sufragana krakowskiego Jana Amicinusa oraz kanonika krakowskiego i rektora Akademii Krakowskiej Jakuba Arciszewskiego na komisarzy, którzy przeprowadzą kwerendę, przesłuchają świadków, spiszą zeznania i przekażą akta do Rzymu. Przesłuchano około 400 świadków.
Papież Klemens VII wyznaczył w 1526 roku trzech kardynałów do zbadania akt sprawy, a w rok później wydał brewe zezwalające polskim dominikanom na odprawianie mszy świętych ku czci św. Jacka. Paweł III rozszerzył kult na całą Polskę. Akta procesu beatyfikacyjnego zaginęły jednak podczas sacco di Roma w 1527 roku, toteż proces należało zacząć od nowa. W czasie pontyfikatu papieża Pawła III wyznaczono komisję złożoną z sufragana krakowskiego Erazma Ciołka, dziekana krakowskiej kapituły katedralnej Stanisława Borka i archidiakona krakowskiego Jerzego Myszkowskiego do zbadania cudów i przesłuchania świadków. W 1545 roku ustanowiono nową komisję, w której skład weszli Stanisław Hozjusz, Jakub Uchański, Jakub Fridel z Kleparza oraz Zygmunt ze Stężycy; komisja uporządkowała akta, opieczętowała i wysłała je do Rzymu. W międzyczasie odnalazły się dokumenty zagubione w 1527 roku.
Na początku lat 80. XVI wieku polski prowincjał dominikanów Melchior z Mościsk powierzył starania o kanonizację o. Sewerynowi z Lubomla. W 1586 roku nowo wybrany prowincjał polskich dominikanów, Feliks z Sieradza, opracował nową listę cudów i zjednał poparcie dla sprawy kanonizacji króla Zygmunta III, prymasa Stanisława Karnkowskiego i kanclerza koronnego Jana Zamoyskiego. Lista została przedstawiona najpierw na kapitule generalnej dominikanów i sprawa kanonizacji uzyskała poparcie generała zakonu Hipolita Marii Beccarii de Monte Regali oraz prokuratora zakonu, o. Mirandy. W 1589 roku dokumenty zostały przedstawione Sykstusowi V, następnie papież przydzielił sprawę Kongregacji ds. Świętych Obrzędów i Ceremonii. Komisja pod przewodnictwem kardynała Alfonso Gesualdo wybrała 8 cudów i w marcu 1594 roku na tajnym konsystorzu kolegium kardynalskie jednomyślnie uznało je za wystarczające. Uroczysta kanonizacja pod przewodnictwem papieża Klemensa VIII odbyła się 17 kwietnia 1594 roku w bazylice św. Piotra. Odrowąż był siódmym dominikaninem i piątym Polakiem wyniesionym na ołtarze.

### Dzień obchodów
Wspomnienie liturgiczne św. Jacka jest obchodzone 17 sierpnia z uwagi na przypadającą w dies natalis (15 sierpnia) w Kościele katolickim uroczystość Wniebowzięcia NMP.

### Patronat
W dniu 24 września 1686 roku papież Innocenty XI na prośbę króla Jana III Sobieskiego kardynała Carlo Barberiniego, protektora Królestwa Polski, oraz kardynała Jana Kazimierza Denhoffa, Polaka pracującego w kurii watykańskiej, ogłosił św. Jacka głównym patronem Królestwa Polski i Wielkiego Księstwa Litewskiego na równi ze św. Stanisławem Kostką (wtedy błogosławionym). Św. Jacek jest głównym patronem archidiecezji katowickiej, opolskiej, Śląska, polskiej prowincji Zakonu Kaznodziejskiego oraz Wołynia.

## Ikonografia
W ikonografii święty Jacek jest przedstawiany jako mężczyzna w średnim wieku, z krótką brodą, odziany w habit dominikański oraz czarny płaszcz z kapturem. Jego atrybutami są monstrancja, posąg Najświętszej Maryi Panny i księga. Ta ostatnia stanowi nawiązanie do jego kaznodziejstwa, monstrancja – do kultu Najświętszego Sakramentu, natomiast posąg Najświętszej Maryi Panny – do kultu Matki Bożej. Święty bywa przedstawiany również z cyborium lub kielichem oraz w sytuacji, jak przechodzi przez rzekę po rozłożonym płaszczu, chodzi po wodzie albo jak ratuje chłopca przed utonięciem.
W XVII wieku Jacek Odrowąż był we Włoszech jednym z najczęściej malowanych świętych. W Luwrze wisi obraz Ludwika Caracciego z 1564 roku, na którym Jacek klęczy ze skrzyżowanymi rękoma i wpatruje się w pojawiającą się na obłoku Matkę Bożą z Dzieciątkiem Jezus, zaś obecni wokół aniołowie trzymają kamienną tablicę z inskrypcją, w której Maryja zapewnia polskiego świętego o wysłuchaniu modlitw i próśb. Podobnie święty Jacek został przedstawiony przez El Greco na obrazie z lat 1600–1610. W bocznej kaplicy bazyliki św. Sabiny w Rzymie widnieje fresk przedstawiający św. Jacka i bł. Czesława przyjmujących habity z rąk św. Dominika. Istnieje również obraz Franciszka Guardiego z 1763 roku zatytułowany Cud św. Jacka. Na swoich obrazach przedstawiał go również włoski malarz Jan Baptysta Tiepolo. Jacek Odrowąż jest również upamiętniony koło bazyliki w Lourdes, między postaciami biblijnymi i najwybitniejszymi świętymi francuskimi.
Święty posiada wiele przedstawień w bazylice Świętej Trójcy w Krakowie, m.in. 4 obrazy Tomasza Dolabelli z lat 1616–1625 wiszące w kaplicy św. Jacka, noszące tytuły: Jacek przywracający wzrok ślepcom, Jacek wypędzający diabła z wyspy na Dnieprze, Święty Jacek nawracający pogan oraz Matka Boska ukazująca się Jackowi. Jacek Odrowąż jest jedynym Polakiem uwiecznionym przez Jana Laurentego Berniniego na kolumnadzie wokół placu św. Piotra w Watykanie. W sztuce współczesnej św. Jacek jest najczęściej spotykany na Śląsku.

## Legendy
Z życiem świętego Jacka wiąże się wiele opowieści na temat cudów, których miał dokonać lub które miały wydarzyć się już po śmierci dzięki jego wstawiennictwu. Należy wszelako zaznaczyć, iż spisane przez lektora Stanisława cuda noszą wiele śladów podobieństw do cudów dokonywanych przez św. Dominika i są często opisywane tymi samymi słowami lub zwrotami, co wynika częściowo z tego, że średniowieczne teksty hagiograficzne są do pewnego stopnia szablonowe. Z drugiej strony w obrębie danego zakonu normą jest podobieństwo obyczajów, sposobu bycia i mówienia, naśladowanie założyciela, co wyraża się również w okolicznościach dokonywanych cudów. Przykładowo franciszkanie na wzór św. Franciszka z Asyżu modlą się z rozkrzyżowanymi rękoma, redemptoryści pochylaniem głowy i ułożeniem ciała imitują św. Alfonsa etc.
- Pod Wyszogrodem Jacek wraz z trzema współbraćmi w sposób cudowny przeszedł suchą stopą po wodach Wisły, które były mocno wtenczas wezbrane[139][140].
- W Kijowie przywrócił wzrok ślepej córce księcia kijowskiego Włodzimierza[86].
- Jacek, zabrawszy z kościoła Najświętszy Sakrament i posąg Matki Bożej, przeprawił się suchą nogą przez Dniepr w czasie napadu Tatarów w 1240 roku[g][141][142]. Z tej legendy wywodzi się tradycja Matki Bożej Jackowej, której najstarsza rzeźba jest przechowywana dzisiaj w Krakowie[143].
- 14 sierpnia 1223 roku miała ukazać mu się Matka Boża, zapewniając, że o cokolwiek poprosi w jej imieniu, Jezus Chrystus spełni[100][98]. Potwierdzeniem tego objawienia miał być rozkwit Zakonu Kaznodziejskiego w Polsce[144].
- W dniu śmierci Jacka rycerz o imieniu Żegota zmarł spadłszy z konia. Jego rodzice zanieśli ciało do grobu dominikanina. Żegota został przywrócony do życia i rzekł, iż był z Jackiem w niebie. Świadkami cudu mieli być m.in. kasztelan krakowski Klemens i dziekan kapituły Piotr[108][145].
- W czasie podróży na miejsce męczeństwa biskupa Stanisława – Skałkę – święty Jacek przywrócił życie pochodzącemu z Proszowic chłopcu imieniem Piotr, który poprzedniego dnia utonął w Wiśle[146]. Innym razem wskrzesił syna swej penitentki Przybysławy, który utonął w Rabie[147].
- W Kościelcu koło Proszowic, gdzie Jacek Odrowąż przebywał na zaproszenie swej penitentki Klemensji, ostry grad w 1238 roku całkowicie zniszczył pola uprawne. Święty Jacek polecił mieszkańcom spędzić noc na modlitwie i następnego dnia zboża podniosły się, jakby w ogóle nie ucierpiały wskutek gradobicia, co miało ocalić miejscową ludność przed biedą i głodem[148].
- Na prośbę Prandoty z Kościelca (być może członka rodu Odrowążów), Jacek, wezwawszy imienia Chrystusa, uzdrowił z niemoty jego matkę, Juttę[146].
- Gdy południowe obszary Polski po najazdach tatarskich nawiedził głód, Jacek miał karmić ubogich pierogami własnego wyrobu, stąd też przydomek „św. Jacek z pierogami”[136].